# پایتون هندی
پایتون هندی (نام علمی: Python molurus) نام یک گونه از سرده پایتون است.